# Championnat d'Espagne de football de troisième division 1931-1932
 (juin 2025).
Si vous disposez d'ouvrages ou d'articles de référence ou si vous connaissez des sites web de qualité traitant du thème abordé ici, merci de compléter l'article en donnant les références utiles à sa vérifiabilité et en les liant à la section « Notes et références ».
Navigation
Tercera División 1930-31 Tercera División 1932-33
Le championnat d'Espagne de football de troisième division 1931-1932 est la 3e édition du championnat de Tercera División, le championnat se déroule du 20 décembre 1931 au 12 juin 1932.

## Règlement de la compétition
La Tercera División 1931-1932 est organisée par la Fédération espagnole de football.
Le championnat, auquel participent 26 clubs, se déroule en deux phases. Dans la première phase, quatre groupes sont formés, avec des nombres d'équipes différents, et deux autres divisés en deux sous-groupes. Cette première phase se déroule selon un système de ligue, de sorte que les équipes de chaque groupe s'affrontent, chacune à deux reprises - l'une à domicile et l'autre à l'extérieur. L'ordre des matches a été décidé par tirage au sort avant le début de la compétition.
Un classement est établi sur le nombre des points obtenus lors de chaque rencontre, à raison de deux points par match gagné, un pour un match nul et aucun pour une défaite. En cas d'égalité de points entre deux ou plusieurs équipes du classement, la différence de buts le plus élevé est prise en compte.
Les meilleurs de chaque groupe participe au barrage de promotions. Le groupe divisé en deux sous-groupes désigne son champion dans un match aller-retour entre les deux premiers de chaque groupe. Les quatre champions s'affrontent en demi-finale en play-offs. Les vainqueurs s'affrontent en match aller-retour et le vainqueur est promu en Segunda División.

## Classements et résultats

### Groupe 1
| Rang | Équipe               | Pts     | J       | G       | N       | P       | Bp      | Bc      | Diff    |  | Résultats (▼ dom., ► ext.) | FER | EIR | AVI | VAL |
| ---- | -------------------- | ------- | ------- | ------- | ------- | ------- | ------- | ------- | ------- |  | -------------------------- | --- | --- | --- | --- |
| 1    | Racing de Ferrol     | 9       | 6       | 4       | 1       | 1       | 16      | 8       | +8      |  | Racing de Ferrol           |     | 4-0 | 3-0 | 3-1 |
| 2    | Eiriña FC            | 7       | 6       | 3       | 1       | 2       | 9       | 11      | -2      |  | Eiriña FC                  | 3-1 |     | 3-1 | 1-0 |
| 3    | Stadium Avilesino    | 4       | 6       | 1       | 2       | 3       | 10      | 12      | -2      |  | Stadium Avilesino          | 2-2 | 2-2 |     | 5-1 |
| 4    | Valladolid Deportivo | 4       | 6       | 2       | 0       | 4       | 8       | 12      | -4      |  | Valladolid Deportivo       | 2-3 | 3-0 | 1-0 |     |
| 5    | Cultural Leonesa     | Forfait | Forfait | Forfait | Forfait | Forfait | Forfait | Forfait | Forfait |  |                            |     |     |     |     |

- Qualification pour les barrages de promotion.

### Groupe 2
| Rang | Équipe          | Pts | J | G | N | P | Bp | Bc | Diff |  | Résultats (▼ dom., ► ext.) | OSA | BAR | ERA | LOG | AUR |
| ---- | --------------- | --- | - | - | - | - | -- | -- | ---- |  | -------------------------- | --- | --- | --- | --- | --- |
| 1    | CA Osasuna      | 14  | 8 | 6 | 2 | 0 | 20 | 5  | +15  |  | CA Osasuna                 |     | 0-0 | 4-1 | 3-0 | 4-0 |
| 2    | Baracaldo FC    | 10  | 8 | 4 | 2 | 2 | 16 | 11 | +5   |  | Baracaldo FC               | 1-3 |     | 2-2 | 2-0 | 6-1 |
| 3    | SD Erandio      | 7   | 8 | 2 | 3 | 3 | 12 | 11 | +1   |  | SD Erandio                 | 0-1 | 1-2 |     | 4-0 | 2-0 |
| 4    | CD Logroño (es) | 6   | 8 | 2 | 2 | 4 | 8  | 13 | -5   |  | CD Logroño (es)            | 1-1 | 3-0 | 1-1 |     | 3-1 |
| 5    | CA Aurora       | 3   | 8 | 1 | 1 | 6 | 7  | 23 | -16  |  | CA Aurora                  | 2-4 | 1-3 | 1-1 | 1-0 |     |

- Qualification pour les barrages de promotion.

### Groupe 3

#### Groupe 3-A
| Rang | Équipe            | Pts | J  | G | N | P | Bp | Bc | Diff |  | Résultats (▼ dom., ► ext.) | SAB | MAR | BAD | MAJ | IBE | JUP |
| ---- | ----------------- | --- | -- | - | - | - | -- | -- | ---- |  | -------------------------- | --- | --- | --- | --- | --- | --- |
| 1    | CS Sabadell FC    | 13  | 10 | 6 | 1 | 3 | 22 | 12 | +10  |  | CS Sabadell FC             |     | 5-0 | 3-0 | 3-0 | 3-1 | 4-0 |
| 2    | FC Martinenc (es) | 11  | 10 | 4 | 3 | 3 | 21 | 19 | +2   |  | FC Martinenc (es)          | 4-0 |     | 3-3 | 2-2 | 5-1 | 3-1 |
| 3    | FC Badalona       | 11  | 10 | 4 | 3 | 3 | 18 | 16 | +2   |  | FC Badalona                | 1-1 | 1-1 |     | 3-2 | 3-1 | 2-0 |
| 4    | CD Majorque       | 10  | 10 | 4 | 2 | 4 | 13 | 16 | -3   |  | CD Majorque                | 0-2 | 4-1 | 2-1 |     | 2-0 | 0-4 |
| 5    | Iberia SC R       | 8   | 10 | 3 | 2 | 5 | 9  | 16 | -7   |  | Iberia SC                  | 1-0 | 2-0 | 2-1 | 0-0 |     | 1-1 |
| 6    | CD Júpiter        | 7   | 10 | 3 | 1 | 6 | 12 | 16 | -4   |  | CD Júpiter                 | 4-1 | 0-1 | 1-3 | 0-1 | 1-0 |     |

- Qualification pour la finale du groupe 3.
- R : Relégué de Segunda División 1930-1931.

#### Groupe 3-B
| Rang | Équipe                  | Pts | J | G | N | P | Bp | Bc | Diff |  | Résultats (▼ dom., ► ext.) | LEV | ATH  | GIM |
| ---- | ----------------------- | --- | - | - | - | - | -- | -- | ---- |  | -------------------------- | --- | ---- | --- |
| 1    | Levante FC              | 6   | 4 | 3 | 0 | 1 | 20 | 5  | +15  |  | Levante FC                 |     | 10-0 | 5-0 |
| 2    | Athletic Saguntino (es) | 4   | 4 | 2 | 0 | 2 | 5  | 14 | -9   |  | Athletic Saguntino (es)    | 3-2 |      | 1-2 |
| 3    | Gimnástico FC (es)      | 2   | 4 | 1 | 0 | 3 | 4  | 10 | -6   |  | Gimnástico FC (es)         | 2-3 | 0-1  |     |

- Qualification pour la finale du groupe 3.

#### Finale Groupe 3
| Équipe     | Aller | Total | Retour | Équipe         |
| ---------- | ----- | ----- | ------ | -------------- |
| Levante FC | 1 - 1 | 1 - 5 | 0 - 4  | CS Sabadell FC |

Le CS Sabadell FC se qualifie pour le barrage de promotion en Segunda División.

### Groupe 4

#### Groupe 4-A
| Rang | Équipe            | Pts | J | G | N | P | Bp | Bc | Diff |  | Résultats (▼ dom., ► ext.) | HER | CAR | ALI | IMP | ELC |
| ---- | ----------------- | --- | - | - | - | - | -- | -- | ---- |  | -------------------------- | --- | --- | --- | --- | --- |
| 1    | Hércules FC       | 11  | 8 | 5 | 1 | 2 | 22 | 10 | +12  |  | Hércules FC                |     | 6-0 | 1-2 | 3-0 | 3-2 |
| 2    | Cartagena FC (es) | 10  | 8 | 5 | 0 | 3 | 24 | 16 | +8   |  | Cartagena FC (es)          | 4-3 |     | 7-0 | 6-0 | 3-0 |
| 3    | Alicante FC       | 8   | 8 | 4 | 0 | 4 | 12 | 21 | -9   |  | Alicante FC                | 1-3 | 2-1 |     | 2-0 | 2-1 |
| 4    | Imperial FC (es)  | 8   | 8 | 4 | 0 | 4 | 12 | 18 | -6   |  | Imperial FC (es)           | 0-2 | 4-1 | 4-3 |     | 2-0 |
| 5    | Elche FC          | 3   | 8 | 1 | 1 | 6 | 10 | 15 | -5   |  | Elche FC                   | 1-1 | 1-2 | 4-0 | 1-2 |     |

- Qualification pour la finale du groupe 4.

#### Groupe 4-B
| Rang | Équipe                     | Pts | J | G | N | P | Bp | Bc | Diff |  | Résultats (▼ dom., ► ext.) | NAC (es) | COR (es) | MAL |
| ---- | -------------------------- | --- | - | - | - | - | -- | -- | ---- |  | -------------------------- | -------- | -------- | --- |
| 1    | CD Nacional de Madrid (es) | 5   | 4 | 2 | 1 | 1 | 6  | 4  | +2   |  | CD Nacional de Madrid (es) |          | 1-0      | 2-0 |
| 2    | Córdoba RC                 | 5   | 4 | 2 | 1 | 1 | 6  | 4  | +2   |  | Córdoba RC                 | 3-2      |          | 2-0 |
| 3    | FC Malagueño (es)          | 2   | 4 | 0 | 2 | 2 | 2  | 6  | -4   |  | FC Malagueño (es)          | 1-1      | 1-1      |     |

##### Match d'appui
Un match d'appui a lieu entre CD Nacional de Madrid (es) et Córdoba RC pour départager les deux équipes qui ont terminé avec le nombre de points, le même nombre de buts marqués et encaissés. Le vainqueur se qualifie pour la finale du groupe 4.
| Équipe 1                   | Score | Équipe 2   |
| -------------------------- | ----- | ---------- |
| CD Nacional de Madrid (es) | 2 - 1 | Córdoba RC |

- Qualification pour la finale du groupe 4.

#### Finale Groupe 4
| Équipe      | Aller | Total | Retour | Équipe                     |
| ----------- | ----- | ----- | ------ | -------------------------- |
| Hércules FC | 1 - 1 | 2 - 6 | 2 - 5  | CD Nacional de Madrid (es) |

Le CD Nacional de Madrid (es) se qualifie pour le barrage de promotion en Segunda División.

## Barrage de promotion
|  | Demi-finales               | Demi-finales               | Demi-finales               | Demi-finales               |            |            | Finale                 | Finale                 | Finale                 | Finale                 |
|  |                            |                            |                            |                            |            |            |                        |                        |                        |                        |
|  | 20 et 27 mars 1932         | 20 et 27 mars 1932         | 20 et 27 mars 1932         | 20 et 27 mars 1932         |            |            | 29 mai et 12 juin 1932 | 29 mai et 12 juin 1932 | 29 mai et 12 juin 1932 | 29 mai et 12 juin 1932 |
|  | CS Sabadell FC             | CS Sabadell FC             | 2                          | 0                          |            |            | 29 mai et 12 juin 1932 | 29 mai et 12 juin 1932 | 29 mai et 12 juin 1932 | 29 mai et 12 juin 1932 |
|  | CS Sabadell FC             | CS Sabadell FC             | 2                          | 0                          |            |            | 29 mai et 12 juin 1932 | 29 mai et 12 juin 1932 | 29 mai et 12 juin 1932 | 29 mai et 12 juin 1932 |
|  | CA Osasuna                 | CA Osasuna                 | 1                          | 3                          |            |            | 29 mai et 12 juin 1932 | 29 mai et 12 juin 1932 | 29 mai et 12 juin 1932 | 29 mai et 12 juin 1932 |
|  | CA Osasuna                 | CA Osasuna                 | 1                          | 3                          | CA Osasuna | CA Osasuna | 3                      | 1                      |                        |                        |
|  | 20, 27 et 31 mars 1932     |                            |                            |                            | CA Osasuna | CA Osasuna | 3                      | 1                      |                        |                        |
|  |                            |                            | CD Nacional de Madrid (es) | CD Nacional de Madrid (es) | 0          | 0          |                        |                        |                        |                        |
|  | CD Nacional de Madrid (es) | CD Nacional de Madrid (es) | CD Nacional de Madrid (es) | CD Nacional de Madrid (es) | 0          | 0          | 4                      | 1 [1]                  |                        |                        |
|  | CD Nacional de Madrid (es) | CD Nacional de Madrid (es) |                            |                            |            |            |                        | 1 [1]                  |                        |                        |
|  | Racing de Ferrol           | Racing de Ferrol           | 2                          | 3 [0]                      |            |            |                        |                        |                        |                        |
|  | Racing de Ferrol           | Racing de Ferrol           | 2                          | 3 [0]                      |            |            |                        |                        |                        |                        |

[ ] = Match d'appui
Le Club Atlético Osasuna est promu en deuxième division pour la saison 1932-1933.

## Bilan de la saison
| Championnat d'Espagne de football de troisième division 1931-1932 |                            |
| Champion                                                          | CA Osasuna (1er titre)     |
| Dauphin                                                           | CD Nacional de Madrid (es) |
| Promotions et relégations                                         |                            |
| Promus en Segunda División                                        | CA Osasuna                 |
| Relégués en Tercera División                                      | Cataluña FC                |

## Crédit de traduction
- (es) Cet article est partiellement ou en totalité issu de l’article de Wikipédia en espagnol intitulé « Tercera División de España 1931-32 » (voir la liste des auteurs).